# 曽田嘉伊智
曽田 嘉伊智（そだ かいち、1867年11月15日〈慶應3年10月20日〉- 1962年〈昭和37年〉3月28日）は、植民地下の朝鮮において、朝鮮の孤児たちの親として養育・救援活動に尽力した福祉活動家。没後、大韓民国の文化勲章を受章した。

## 来歴
1867年、周防国熊毛郡曽根村隅田（現在の山口県熊毛郡平生町）に生まれる。小学校卒業後、岡山の私塾で学ぶ。1888年に長崎県の高島炭鉱で炭鉱夫となるが、長崎（大浦）で小学校の代用教員に転職し外国人から英語を教わる。英語力を生かして1892年ごろに香港、1896年に台湾（および中国本土）に渡り放蕩の日々を送るが、台湾の路上で行き倒れになったとき、見知らぬ朝鮮人に助けられた。そのことがきっかけとなり、1905年に大韓帝国に渡りYMCAの英語学教師となる。このときの生徒に李承晩がいた。1906年8月9日、平壌で開催されたキリスト教伝道集会で霊的信仰を得て、京城メソジスト教会の定住伝道師となる。1908年、梨花女子専門学校と明新女学校（後に淑明女子専門学校）で英語を教えていた熊本県出身、佐賀県で成長した上野瀧子（タキ）と会い意気投合して結婚する。
1906年に高知出身の佐竹音次郎が鎌倉に小児専門保育園を開設していたが、1913年には京城支部を開設する。嘉伊智はその支部長を佐竹から1921年に依頼され受諾。以後、瀧子とともに、孤児のアボジ（お父さん）、オモニ（お母さん）となる。京城支部で預かった孤児（ほとんどが棄児と迷児）は、記録があるだけでも合計で1100人を越えている（関係者の記憶では実際には2000人を越える）。1943年には、かつて京城支部にいた須田権太郞に保育園を任せて元山メソジスト教会の代理牧師として単身赴任するが、日本の敗戦後、1946年5月に保育園に戻った。しかし、保育園は1945年8月の失火からほとんど全焼していたので、焼け跡の跡地に永楽保隣院の建設に尽力した。朝鮮半島にいた600万人以上の日本人は半島から追放されたが、嘉伊智夫妻にはこれまでの功績を讃え永住権を与えられた。
1947年10月13日、嘉伊智は瀧子をソウルに残して日本に戻り、世界平和運動の行脚をするが、1948年8月に大韓民国と朝鮮民主主義人民共和国が成立したため、日本は両国と無国交状態になり、嘉伊智はソウルに戻れなくなる。1950年1月14日に瀧子は死去したが、瀧子の葬儀は韓国では国葬に準ずる「社会葬」として行われた。
1959年、朝日新聞記者の疋田桂一郎が、ソウルに帰れないでいる嘉伊智のことを知り、1960年元日の朝日新聞に取り上げたことがきっかけとなり、1961年5月6日に韓国への帰国が実現した。嘉伊智は翌1962年3月28日ソウルで死去したが、本葬儀は社会葬として4月2日に国民会堂で執り行われた。4月11日、韓国政府は嘉伊智に日本人初の文化勲章を追贈した。